# Thundertaste
Thundertaste est une ancienne boisson énergisante néerlandaise.
Thundertaste a été distribuée aux Pays-Bas principalement, notamment durant les soirées Thunderdome. Produite par la société Thundertaste Energy drink et distribuée par la société événementielle et label musical gabber ID&T, elle fait partie de la culture gabber .
La boisson contient de fortes concentrations en taurine (4 000 mg/L) et en caféine (320 mg/L).
Elle fut considérée comme dangereuse pour la santé .